# Pangrapta similistigma
Pangrapta similistigma là một loài bướm đêm trong họ Erebidae.